# 1568 no Brasil
Esta é uma cronologia dos fatos acontecimentos de ano 1568 no Brasil.

## Eventos
- 9 de fevereiro: Execução de Jacques Le Balleur, na presença de José de Anchieta.[1]
- O atual município de Goiana, foi elevado a freguesia.

## Mortes
- 9 de fevereiro: Jacques Le Balleur morre executado no Rio de Janeiro, na presença de José de Anchieta.[1]